# Episodi di The Millionaire (quarta stagione)
La quarta stagione della serie televisiva The Millionaire è andata in onda negli Stati Uniti dal 18 settembre 1957 al 28 maggio 1958 sulla CBS.
| nº | Titolo originale             | Prima TV USA      |
| -- | ---------------------------- | ----------------- |
| 1  | The Matt Kirby Story         | 18 settembre 1957 |
| 2  | The Peter Marlowe Story      | 25 settembre 1957 |
| 3  | The Roy Delbridge Story      | 2 ottobre 1957    |
| 4  | The Carl Bronson Story       | 9 ottobre 1957    |
| 5  | The Laura Hunter Story       | 16 ottobre 1957   |
| 6  | The Larry Parker Story       | 23 ottobre 1957   |
| 7  | The Ruth Ferris Story        | 30 ottobre 1957   |
| 8  | The Hap Connolly Story       | 13 novembre 1957  |
| 9  | The Frank Keegan Story       | 20 novembre 1957  |
| 10 | The Story of Steve Logan     | 27 novembre 1957  |
| 11 | The Anitra Dellano Story     | 4 dicembre 1957   |
| 12 | The Hugh Waring Story        | 11 dicembre 1957  |
| 13 | The Barbara Lydon Story      | 18 dicembre 1957  |
| 14 | The Regina Wainwright Story  | 25 dicembre 1957  |
| 15 | The Rod Matthews Story       | 1º gennaio 1958   |
| 16 | The Marjorie Martinson Story | 8 gennaio 1958    |
| 17 | The Peter Bartley Story      | 15 gennaio 1958   |
| 18 | The Jonathan Bookman Story   | 21 gennaio 1958   |
| 19 | The Doris Winslow Story      | 28 gennaio 1958   |
| 20 | The Michael Holm Story       | 5 febbraio 1958   |
| 21 | The Story of Martha Crockett | 12 febbraio 1958  |
| 22 | The John Richards Story      | 26 febbraio 1958  |
| 23 | The Johanna Judson Story     | 5 marzo 1958      |
| 24 | The Raymond Dupar Story      | 12 marzo 1958     |
| 25 | The Neal Bowers Story        | 19 marzo 1958     |
| 26 | The John Smith Story         | 26 marzo 1958     |
| 27 | The Susan Birchard Story     | 2 aprile 1958     |
| 28 | The Tony Drummond Story      | 9 aprile 1958     |
| 29 | The Thorne Sisters Story     | 16 aprile 1958    |
| 30 | The Rafe Peterson Story      | 23 aprile 1958    |
| 31 | The Andrew Sterling Story    | 30 aprile 1958    |
| 32 | The Wally Bannister Story    | 7 maggio 1958     |
| 33 | The Jack Garrison Story      | 14 maggio 1958    |
| 34 | The Paul Naylor Story        | 21 maggio 1958    |
| 35 | The Russ White Story         | 28 maggio 1958    |

## The Matt Kirby Story
- Prima televisiva: 18 settembre 1957

### Trama
- Interpreti: Marie Brown (Miss MacMurray), Carolyn Jones (Carol Fletcher), Jeff Morrow (Matt Kirby), Russell Thorson (Dave Barry), Howard Wendell (C. F. Walters)

## The Peter Marlowe Story
- Prima televisiva: 25 settembre 1957

### Trama
- Interpreti: Regis Toomey (Pete Marlowe), Whitney Blake (Linda Hudson), Dan Barton (Tony Carson), Roy Barcroft (sergente Bailey), Robert F. Simon (Dan Carson), Gilman Rankin (Nick Ferris), Tido Fedderson (Restaurant Patron)

## The Roy Delbridge Story
- Prima televisiva: 2 ottobre 1957

### Trama
- Interpreti: Jeanne Cooper (Vicki Delbridge), Don Garrett (Second Lieutenant), Harry Guardino (Roy Delbridge), Celia Lovsky (Marie Becker), John Mitchell (G.I.), John Mylong (Schwartz), Harry Parry (Karl Becker), Tido Fedderson (Refugee Holding Baby)

## The Carl Bronson Story
- Prima televisiva: 9 ottobre 1957

### Trama
- Interpreti: Philip Abbott (Carl Bronson), Jane Dufrayne (Evelyn Bronson), Christopher Olsen (David), Frank Wilcox (Ed Wilson), Ned Wever (dottor Willis Craig)

## The Laura Hunter Story
- Prima televisiva: 16 ottobre 1957

### Trama
- Interpreti: Mari Blanchard (Laura Hunter), Sidney Clute (Meehan), Logan Field (Paul), Allen Pinson (uomo), John Vivyan (Hewitt)

## The Larry Parker Story
- Prima televisiva: 23 ottobre 1957

### Trama
- Interpreti: Jean Del Val (Grandpere), James Douglas (Johnny Wells), Barbara Eiler (Ellen Parker), Kristine Miller (Cecille), Catherine Pasques (Jeannine), Joseph Waring (Larry Parker)

## The Ruth Ferris Story
- Prima televisiva: 30 ottobre 1957

### Trama
- Interpreti: Joan Banks (Ruth Ferris Carson), Bethel Leslie (Dorothy Ferris), Joe Maross (Paul Carson), Tido Fedderson (Anna - Maid)

## The Hap Connolly Story
- Prima televisiva: 13 novembre 1957

### Trama
- Interpreti: Malcolm Brodrick (Bobby), Wheaton Chambers (Minister), Royal Dano (Hap Connolly), David McMahon (sceriffo)

## The Frank Keegan Story
- Prima televisiva: 20 novembre 1957

### Trama
- Interpreti: Russ Bender (Fred), Johnny Crawford (Wally), Frank Jenks (Frank Keegan), Catherine McLeod (Norma Keegan)

## The Story of Steve Logan
- Prima televisiva: 27 novembre 1957

### Trama
- Interpreti:

## The Anitra Dellano Story
- Prima televisiva: 4 dicembre 1957

### Trama
- Interpreti: Penny Edwards (Francine), Keith Larsen (Paul), Kathleen O'Malley (Eve), Karen Sharpe (Anitra Dellano)

## The Hugh Waring Story
- Prima televisiva: 11 dicembre 1957

### Trama
- Interpreti: Russ Conway (Prison Chaplain), Jorja Curtright (Eleanor Waring), Dick Foran (Hugh Waring), Jewell Lain (Barbara Lincoln), Frances Morris (Mrs. Hardie), Sydney Smith (Vincent Taylor)

## The Barbara Lydon Story
- Prima televisiva: 18 dicembre 1957

### Trama
- Interpreti: Diane Brewster (Barbara Lydon), George Dolenz (Count Gary), Ross Ford (Chet), Louis Jean Heydt (Andre Hedior), Anthony Jochim (Henri), Louis Mercier (Gendarme), Ralph Smiley (Louis - Desk Clerk), Amzie Strickland (Miss Cross), Tido Fedderson (Librarian Patron)

## The Regina Wainwright Story
- Prima televisiva: 25 dicembre 1957

### Trama
- Interpreti: Marcia Henderson (Margaret Wainwright), Frieda Inescort (Regina Wainwright), David Janssen (Peter Miller), Hanley Stafford (colonnello Farnsworth), Tido Fedderson (Miss Peabody)

## The Rod Matthews Story
- Prima televisiva: 1º gennaio 1958

### Trama
- Interpreti: Richard Anderson (Rod Matthews), Carlyle Mitchell (Joe Wagner), Dick Kaiser (Secretary), Lawrence Dobkin (John McKuehn), Lee Meriwether (Nancy McKuehn), Gene Roth (Gateman)

## The Marjorie Martinson Story
- Prima televisiva: 8 gennaio 1958

### Trama
- Interpreti: Frank Albertson (Howard Bayliss), Eleanor Audley (Glori Van Enger), Russ Conway (Paul Travers), Norma DeHaan (Phyllis), Virginia Grey (Marjorie Martinson), Vivi Janiss (Sara), Tido Fedderson (Script Girl)

## The Peter Bartley Story
- Prima televisiva: 15 gennaio 1958

### Trama
- Interpreti: John Ericson (sergente Peter Bartley), Jeanette Nolan (Sorella Mary Robert), Johnny Washbrook (Peter Bartley as a boy), Kaye Elhardt (Dora McKenna), Ronald Green (padre James Eagan), Rene Kroper (James Bartley as a boy), Mickey Maga (John Bartley as a boy), Joey Scott (Boy at Orphanage), Tido Fedderson (Sorella Helen)

## The Jonathan Bookman Story
- Prima televisiva: 21 gennaio 1958

### Trama
- Interpreti: John Baragrey (Jonathan Bookman), Brett King (Paul), Gloria Talbott (Ethel), Charles Victor (Hendricks)

## The Doris Winslow Story
- Prima televisiva: 28 gennaio 1958

### Trama
- Interpreti: Jo Gilbert (Sara), Tyler McVey (Farley), Joanna Moore (Doris Winslow Smith), Larry Pennell (Elliot Smith), Dick Ryan (Bradley), Rebecca Welles (Amy), Roland Winters (Dexter Smith), Tido Fedderson (infermiera)

## The Michael Holm Story
- Prima televisiva: 5 febbraio 1958

### Trama
- Interpreti: Tom Austin (Eddie Reno), Terry Becker (Jimmy), Harry Bellaver (Dan Carter), Elaine Edwards (Judy Carroll), Jack Edwards (della poliziaLieutenant), Gene Lyons (Michael Holm), Tido Fedderson (Hotel Resident)

## The Story of Martha Crockett
- Prima televisiva: 12 febbraio 1958

### Trama
- Interpreti: Margaret Lindsay (Martha Crockett), Jay Novello (Harry Crockett), Ronnie Patterson (Jerome)

## The John Richards Story
- Prima televisiva: 26 febbraio 1958

### Trama
- Interpreti: Linda Leighton (Ellen Richards), Patrick McVey (John Richards), Steven Terrell (Tony Richards)

## The Johanna Judson Story
- Prima televisiva: 5 marzo 1958

### Trama
- Interpreti: June Dayton (Johanna Judson), Richard Long (Terry), Florence Marly (Elena), Reta Shaw (Mrs. Dubrock)

## The Raymond Dupar Story
- Prima televisiva: 12 marzo 1958

### Trama
- Interpreti: Leonard Bell (Carson), Biff Elliot (Raymond Dupar), Frank Gerstle (sergente), Anita Gordon (Jan Moore), Art Lewis (Brent), Jack Lomas (Kelly), Nora Marlowe (Mrs. Pritchett)

## The Neal Bowers Story
- Prima televisiva: 19 marzo 1958

### Trama
- Interpreti: Peter Hansen (Paul), Joyce Meadows (Ann), Martin Milner (Neal Bowers), John Mylong (Lacloux), Roger Til (dottore)

## The John Smith Story
- Prima televisiva: 26 marzo 1958

### Trama
- Interpreti: Richard Garland (John Smith), James Griffith (Ames), Carole Mathews (Julie Lewis)

## The Susan Birchard Story
- Prima televisiva: 2 aprile 1958

### Trama
- Interpreti: Richard Bellis (Tony Cassella as a Child), Eve Brent (Nancy Arnold), Brett Halsey (Tony Cassella), Morris Lippert (Harvey Fenderson as a Child), Luana Patten (Susan Birchard), Leon Tyler (Harvey Fenderson), Reba Waters (Susan Birchard as a Child), Barbara Woodell (Mrs. Birchard)

## The Tony Drummond Story
- Prima televisiva: 9 aprile 1958

### Trama
- Interpreti: John Eldredge (Gordon C. Chajie), Stanley Farrar (Fenton), Jon Lormer (Job Foreman), Fay Spain (Aileen Evans), Tom Tryon (Tony Drummond), Tido Fedderson (Sunbather)

## The Thorne Sisters Story
- Prima televisiva: 16 aprile 1958

### Trama
- Interpreti: Lillian Bronson (Tessie Thorne), Howard McNear (il sindaco), Frances Morris (Sarah Thorne), Lurene Tuttle (Polly Thorne)

## The Rafe Peterson Story
- Prima televisiva: 23 aprile 1958

### Trama
- Interpreti: Roy Dean (dottor Halliday), Al Freeman Jr. (Houseboy), Ron Randell (Rafe Peterson), Edmon Ryan (Matt Cameron), Martin Wilkins (Jamal), May Wynn (Nancy Cameron)

## The Andrew Sterling Story
- Prima televisiva: 30 aprile 1958

### Trama
- Interpreti: Ernest Truex (Andrew Sterling), Dean Harens (James R. Sterling), Jackie Loughery (Meg Hogan), Sylvia Field (Mrs. Helen Hogan), Tido Fedderson (Nightclub Patron)

## The Wally Bannister Story
- Prima televisiva: 7 maggio 1958

### Trama
- Interpreti: John Alvin (Prosecuting Attorney), Jeanne Carmen (Mary Evans), Edward Chandler (ufficiale pubblico), Owen Cunningham (giudice Wilks), Skip Homeier (Wally Bannister), S. John Launer (John Bateman), Freeman Lusk (Defense Attorney), Jacqueline Mayo (Jeanne Bannister), Ralph Montgomery (Jim), Mark Roberts (Bob Harris), Elizabeth Slifer (Miss Johnson), K.L. Smith (Bailey), Lili Valenty (Anna Talbot), Tido Fedderson (segretaria)

## The Jack Garrison Story
- Prima televisiva: 14 maggio 1958

### Trama
- Interpreti: Carl Betz (Phil Williams), Robert Carson (generale), Dean Casey (Dispatcher), Rick Jason (Jack Garrison), Joan Marshall (Helen Rawlings), Tido Fedderson (Woman at Airport)

## The Paul Naylor Story
- Prima televisiva: 21 maggio 1958

### Trama
- Interpreti: Herbert Anderson (Dave), John Beal (Paul Naylor), Edward Coch (Eddie), Joy Hodges (Linda Naylor), William Hudson (dottore), Judi Meredith (Janie Naylor), Tido Fedderson (Secretary)

## The Russ White Story
- Prima televisiva: 28 maggio 1958

### Trama
- Interpreti: Tina Carver (Peggy Pendleton), Virginia Christine (Mrs. Barnett), Lee Farr (Russ White), Milt Hamerman (impiegato), David Lewis (Dave Scott), Andra Martin (Kathy Barnett), Joseph Mell (inserviente al bancone), Robert Williams (Man in Hotel Lobby), Tido Fedderson (segretaria)